# Ga khu công nghiệp Namdong
Ga khu công nghiệp Namdong là ga tàu điện ngầm trên Tuyến Suin-Bundang ở Namdong-gu, Incheon mở cửa vào 30 tháng 6 năm 2012.

## Bố trí ga
| ↑ Hogupo        |
| ４３ \| ２１ \| |
| Woninjae ↓      |

| １ | ●Tuyến Suin–Bundang | → Được sử dụng cho Tuyến Gyeonggang |
| ２ | ●Tuyến Suin–Bundang | → Hướng đi Incheon →                |
| ３ | ●Tuyến Suin–Bundang | ← Hướng đi Cheongnyangni            |
| ４ | ●Tuyến Suin–Bundang | → Được sử dụng cho Tuyến Gyeonggang |